# Église de la Pietà
L'église de la Pietà est une église catholique de Venise, en Italie. On l'appelle aussi Santa Maria della Pietà ou Visitazione della Beata Virgine Maria.

## Localisation
L'église est située dans le sestiere de Castello.

## Historique

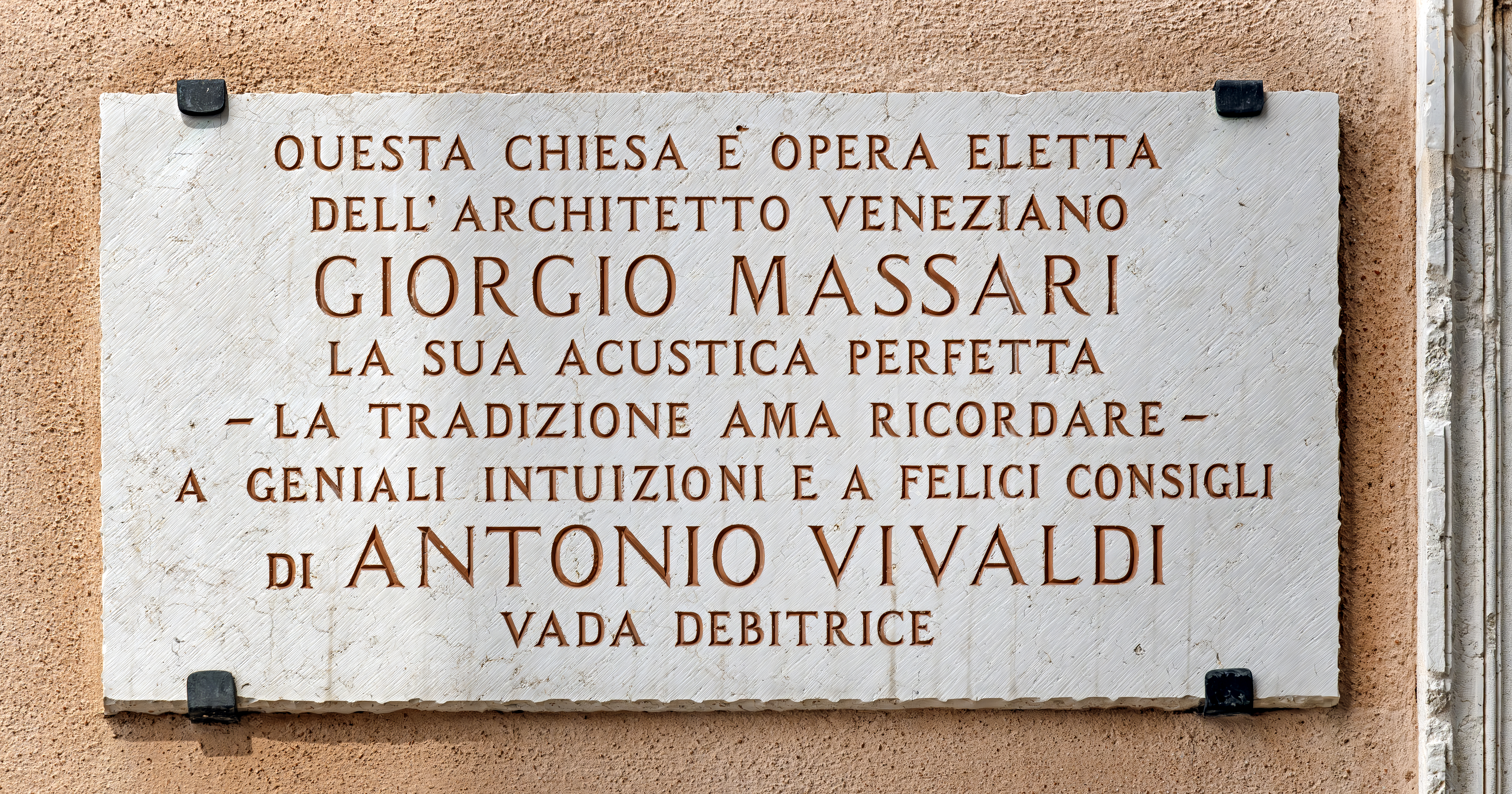
Plaque commémorative pour Giorgio Massari et Antonio Vivaldi sur l'église de la Pietà. Cette église est l'œuvre élue de l'architecte vénitien Giogio Massari. Son acoustique est parfaite - La Tradition aime rappeler les brillantes intuitions et les heureux conseils d'Antonio Vivaldi.

L'église a été construite entre 1745 et 1760 conçue par l'architecte Giorgio Massari (1687-1766). La façade, est restée inachevée jusqu'au début du XXe siècle ; ce n'est qu'en 1906 qu'elle fut achevée selon les dessins originaux, avec une légère modification: une croix de marbre au centre au lieu de trois statues, l'une au centre et deux côtés.
L'église est ainsi nommée parce qu'elle est située à côté de l'orphelinat Pio Ospedale della Pietà, dans la Calle della Pietà, où, au XVIIIe siècle, Antonio Vivaldi et Francesco Gasparini ont été chargés de l'éducation musicale des orphelines.

## Description
La fresque représentant la gloire ou le couronnement de Marie Immaculée, qui surplombe la nef, a été réalisée par Giambattista Tiepolo entre le 13 juin 1754 et le 2 août 1755, en seulement 15 mois, en même temps que les deux peintures mineures au-dessus du maître-autel. Le modèle réalisé en 1754 est une huile sur toile de 103 × 77 cm conservée au Musée d'art Kimbell à Dallas

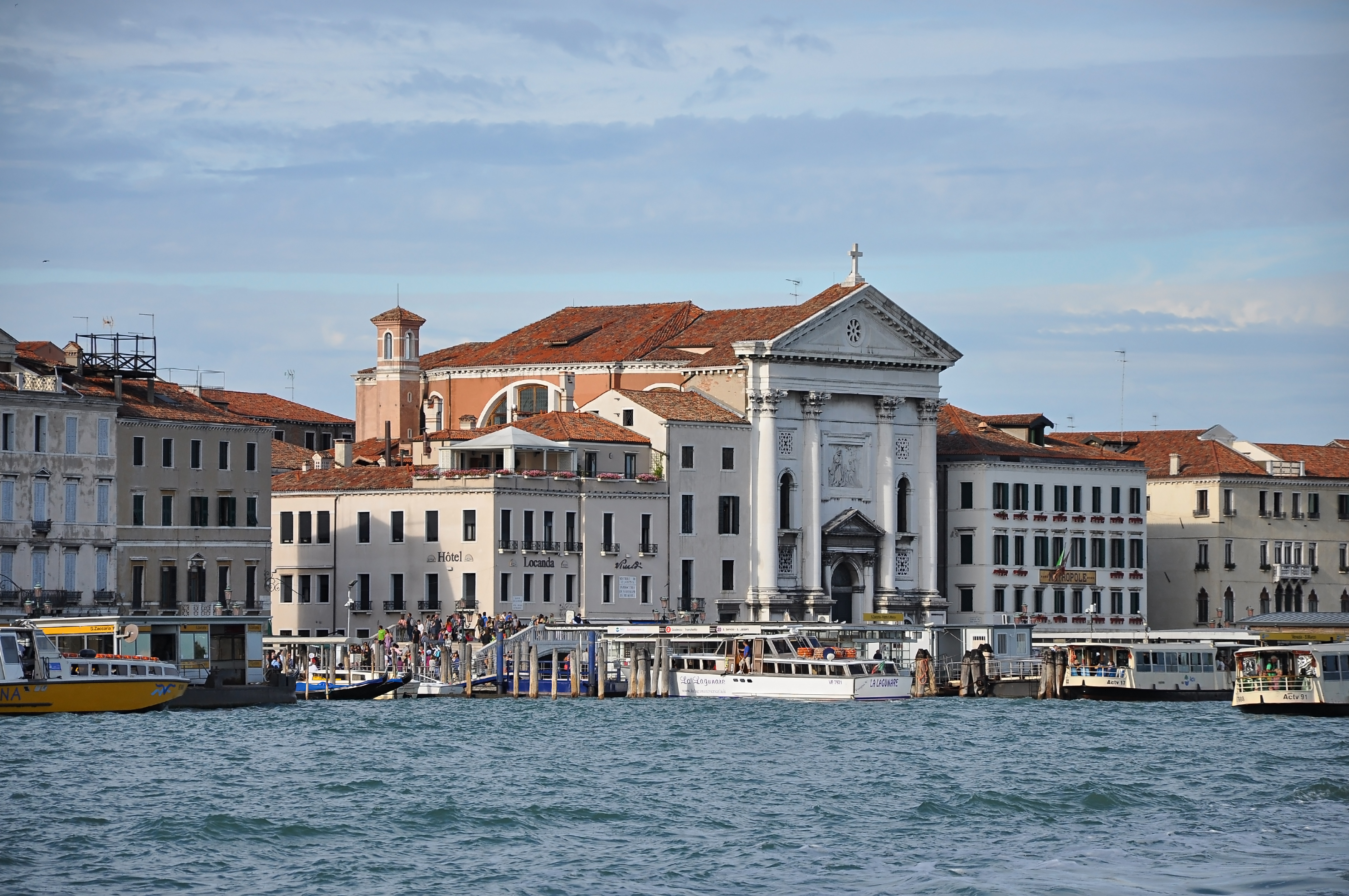
Vue de l'église depuis le bassin de Saint-Marc
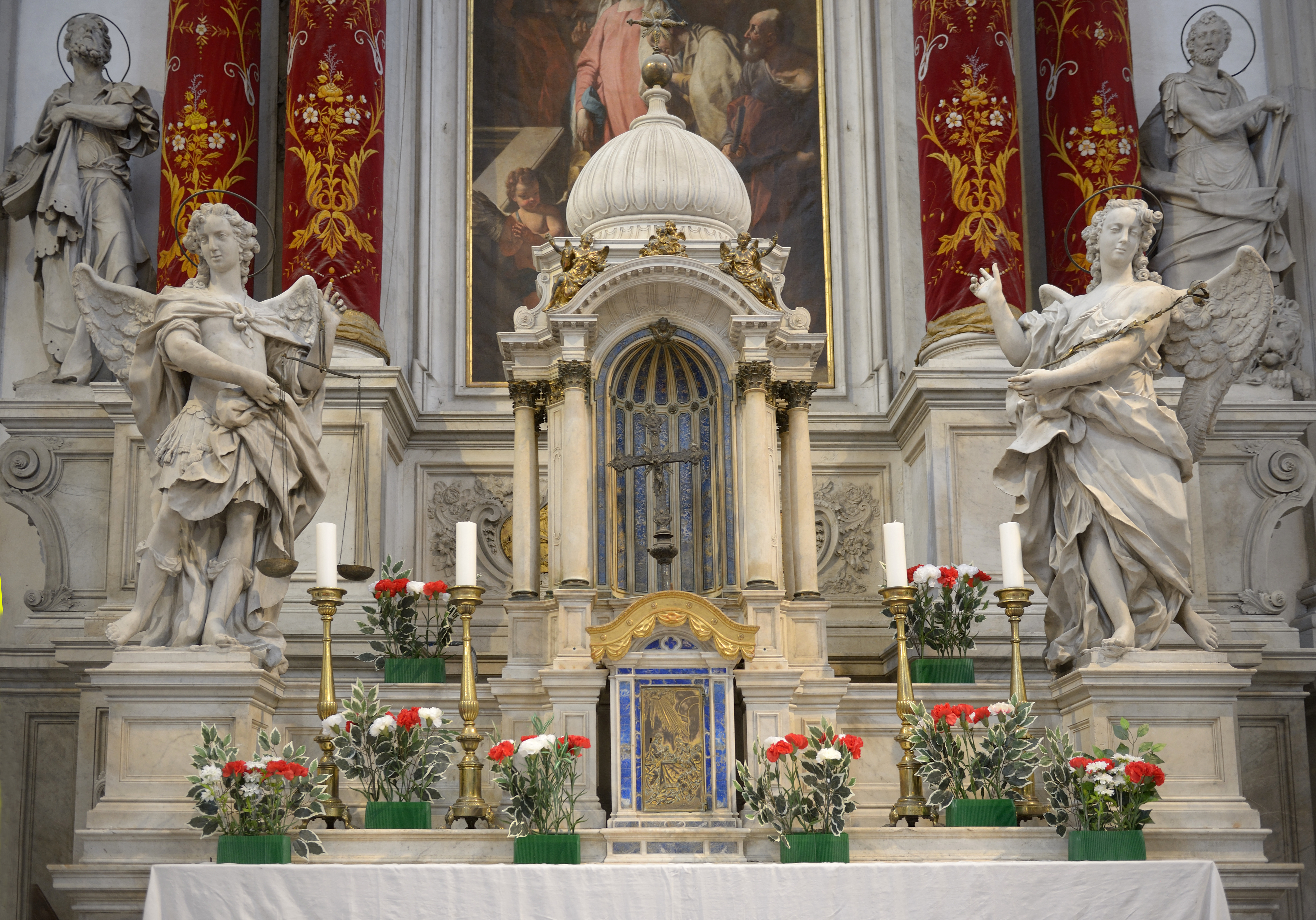
Le Maître autel - par  Giovanni Maria Morlaiter
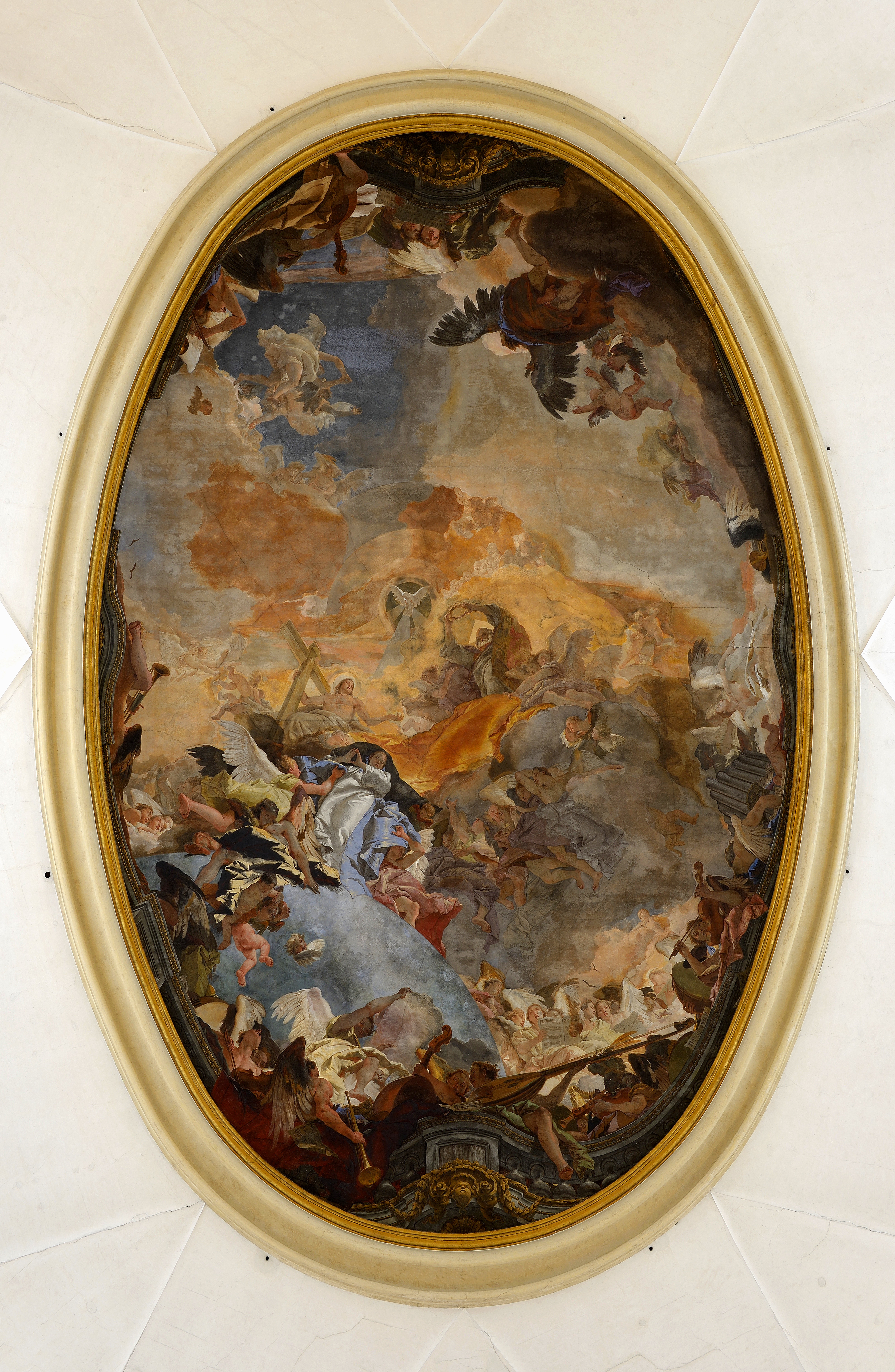
Le Couronnement de la Vierge Giambattista Tiepolo, 1754